# Comuna de Urzędów
Urzędów (polaco: Gmina Urzędów) é uma gminy (comuna) na Polónia, na voivodia de Lublin e no condado de Kraśnicki. A sede do condado é a cidade de Urzędów.
De acordo com os censos de 2004, a comuna tem 8857 habitantes, com uma densidade 74,4 hab/km².

## Área
Estende-se por uma área de 119,06 km², incluindo:
- área agrícola: 78%
- área florestal: 17%

## Demografia
Dados de 30 de Junho 2004:
|                      | Total   | Total | Mulheres | Mulheres | Homens  | Homens |
| -------------------- | ------- | ----- | -------- | -------- | ------- | ------ |
|                      | pessoas | %     | pessoas  | %        | pessoas | %      |
| População            | 8857    | 100   | 4471     | 50,5     | 4386    | 49,5   |
| Densidade (pop./km²) | 74,4    | 100   | 37,6     | 37,6     | 36,8    | 36,8   |

De acordo com dados de 2002, o rendimento médio per capita ascendia a 1278,42 zł.

## Subdivisões
- Boby-Kolonia, Boby-Księże, Boby-Wieś, Góry, Józefin, Kozarów, Leszczyna, Majdan Bobowski, Majdan Moniacki, Metelin, Mikołajówka, Mikuszewskie, Moniaki, Natalin, Popkowice, Popkowice Księże, Rankowskie, Skorczyce, Urzędów, Wierzbica, Zadworze, Zakościelne.

## Comunas vizinhas
- Borzechów, Chodel, Dzierzkowice, Józefów nad Wisłą, Kraśnik, Kraśnik, Opole Lubelskie, Wilkołaz